# Dodge Rampage
Der Dodge Rampage war ein vom US-amerikanischen Automobilhersteller Dodge von 1981 bis 1984 angebotener kleiner Pick-up auf PKW-Basis. Mit dem Plymouth Scamp gab es im Modelljahr 1983 ein Schwestermodell.

## Übersicht
Für das Modelljahr 1982 lancierte Dodge diesen kleinen Pick-Up auf der verlängerten Plattform des Dodge Omni 024 bzw. Plymouth Horizon TC3. Diese waren von den frontgetriebenen Einstiegsmodellen Dodge Omni bzw. Plymouth Horizon abgeleitet und mit dem in Europa gebauten Talbot Horizon verwandt.
Die Bezeichnung Rampage (was so viel wie Randale bedeutet) sollte an die robusten großen Pick-Up- und SUV-Modelle der Marke erinnern, die traditionell unter der Bezeichnung Dodge Ram vermarktet werden.
Ein von der Größe her vergleichbarer Konkurrent des Rampage war der VW Rabbit in der Pick-Up-Variante Sportruck, die dem VW Caddy der ersten Generation ähnlich war. Ebenso kann der etwas größere Subaru Brat als Konkurrent gesehen werden.

### Technik
Der Rampage übernahm die Unibody-Konstruktion und die Frontpartie des sportlichen Dodge Omni 024 (später in Charger umbenannt) und nutzte die Aufhängung mit Schraubenfedern und einem Stabilisator an der Vorderachse und Blattfedern mit Stoßdämpfern an der Hinterachse, die nur beim Rampage zum Einsatz kamen.
Angetrieben wurde der Rampage von einem 2,2-Liter-Reihenvierzylinder mit zunächst 84 PS, später 97 PS. Die Zuladung lag bei ca. 520 kg. Die Karosserie des Rampage stammte bis zur B-Säule vom Dodge Omni 024 bzw. ab Modelljahr 1983 von dessen Nachfolger Dodge Charger.
Die Fahrleistungen wurden durch die Einführung eines Fünfgang-Schaltgetriebes im Jahr 1983 verbessert, vorher war ein Viergang-Getriebe Serie. 1984 erhielt der Rampage eine überarbeitete Frontpartie, die er mit dem Charger teilte, mit veränderten Sealed-Beam-Scheinwerfern. Der Kühlergrill wurde ebenfalls geändert, von einem 6-Schlitz-Design zu einem vertikal geteilten Design. Der untere Stoßfänger wurde von einem ausgeprägten, nach außen gewölbten Teil zu einem schlankeren Design mit nahezu bündigen Blinkern, einem horizontal geteilten unteren Lufteinlass und einer um die Frontschürze herumgeführten Aufprallschutzleiste geändert. Nach dem Modelljahr 1984 wurde die Produktion eingestellt.

### Sondermodelle
Es gab einen Prototyp eines „Shelby Rampage“, der von Chrysler/Shelby-Ingenieuren in ihrer Freizeit für Carroll Shelby gebaut wurde, aber es gibt keine offiziellen Aufzeichnungen über die Planung eines solchen Fahrzeugs. Allerdings wurde 1984 ein spezieller „Direct Connection“-Rampage für den kalifornischen Markt gebaut und nur bei bestimmten Dodge-Händlern in Kalifornien verkauft, der mit der Frontschürze des Shelby Charger, 15-Zoll-Leichtmetallrädern und einem Seitenschürzen-Paket ausgestattet war. Es wurden nur 250 „Direct Connection“-Rampages produziert. Ein Drittel in Schwarz, ein Drittel in Granatrot und ein Drittel in Santa Fe Blau.

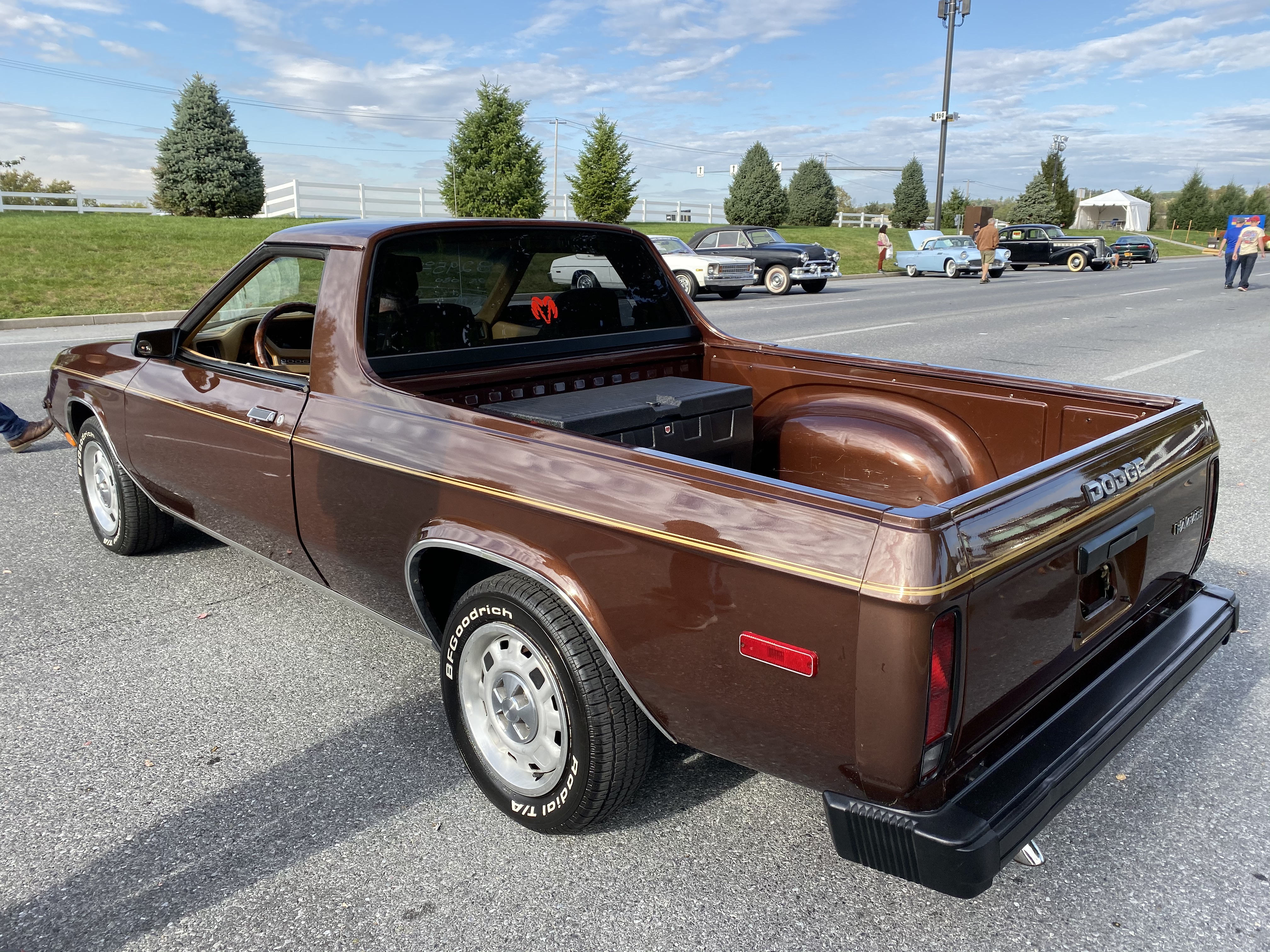
Seitenansicht
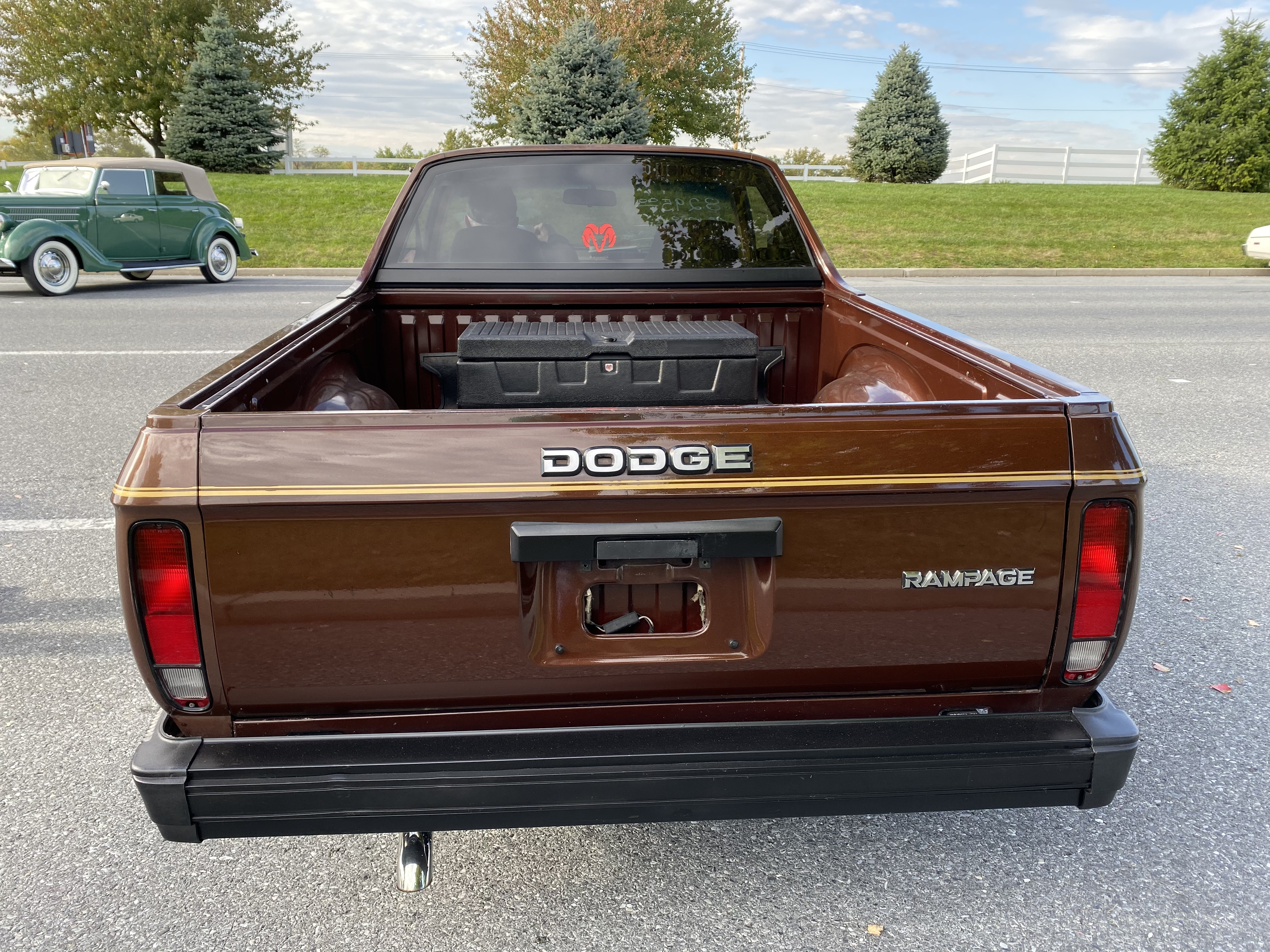
Heckansicht
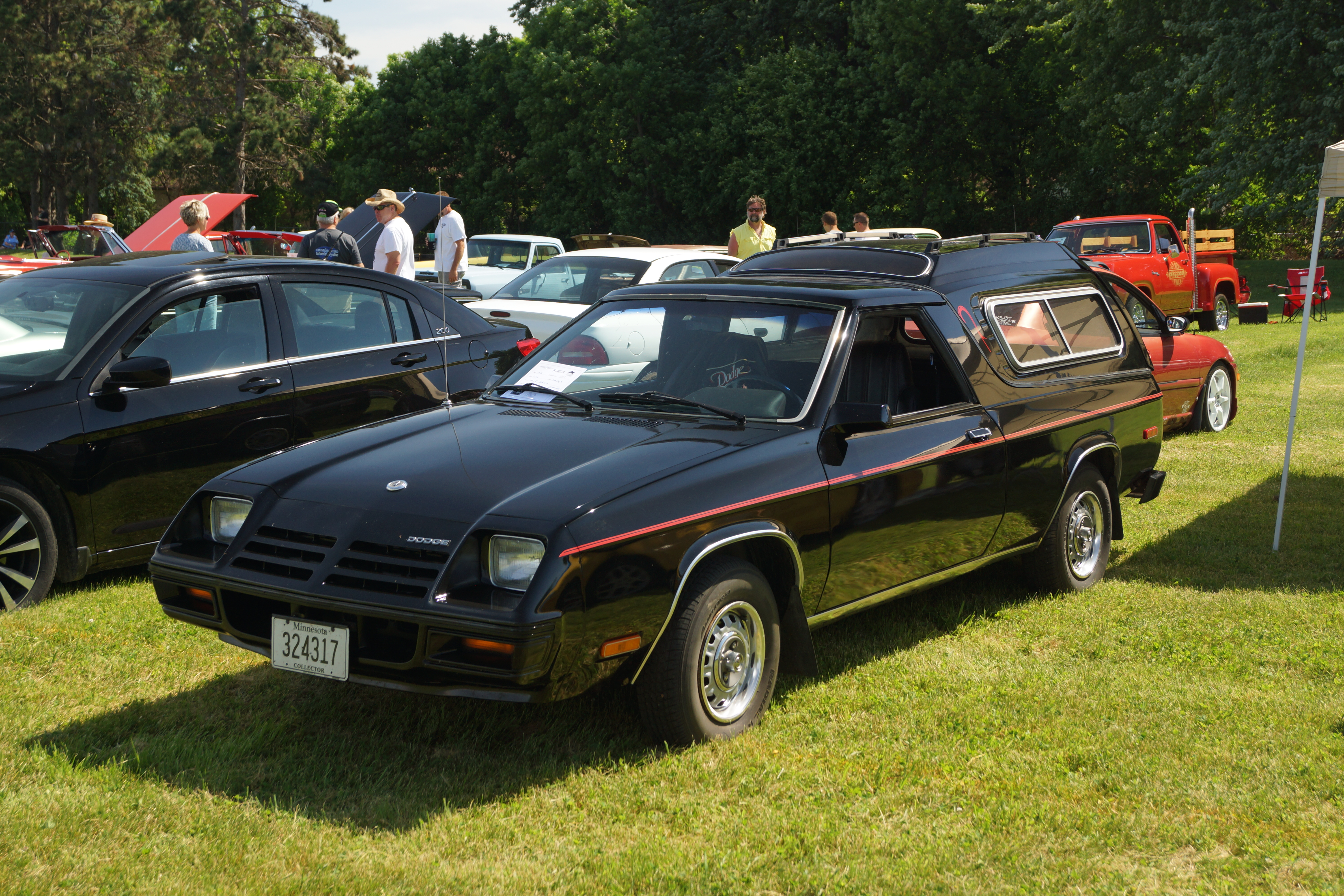
Rampage mit Aufbau
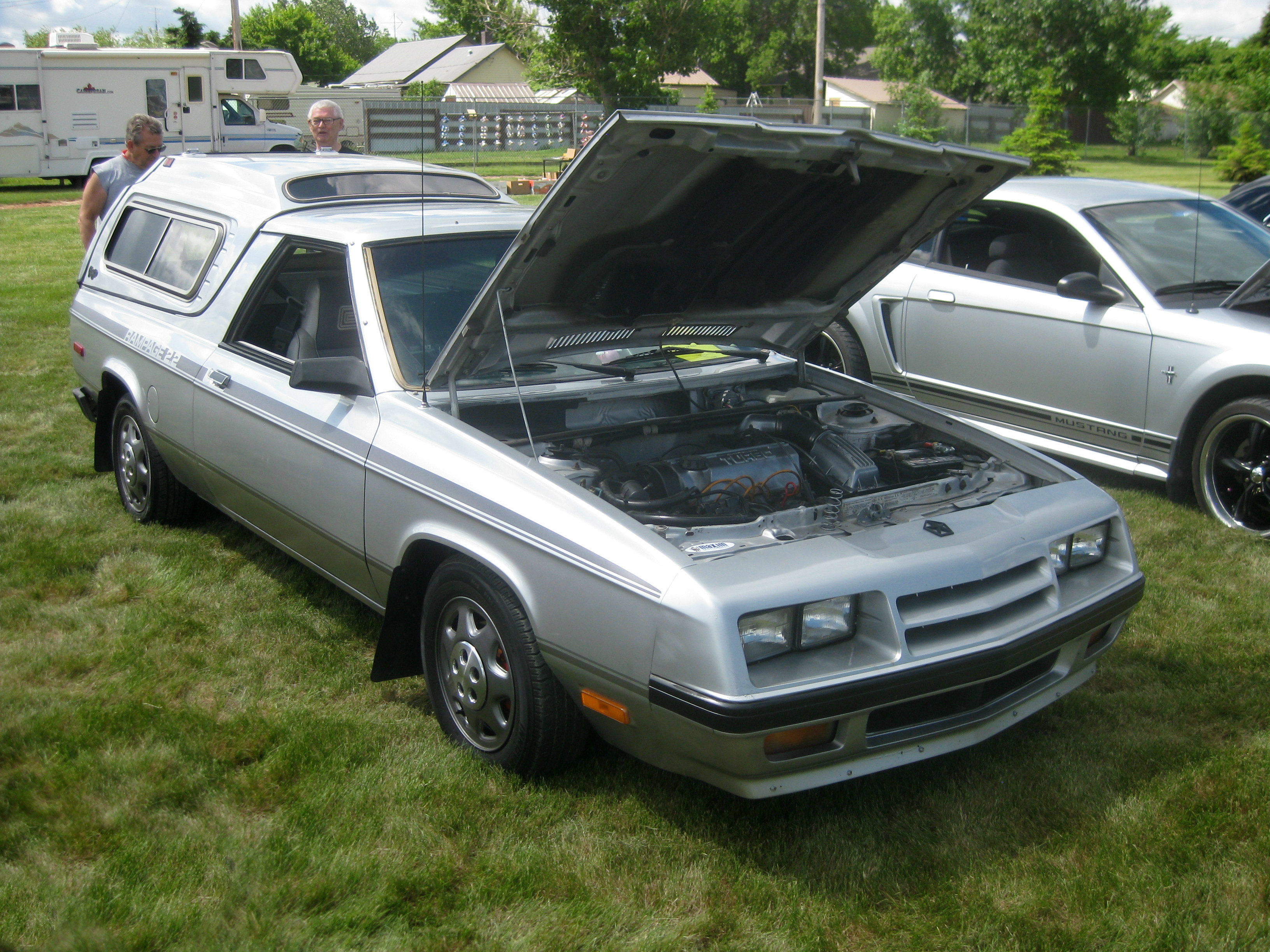
Facelift (1984) mit Aufbau
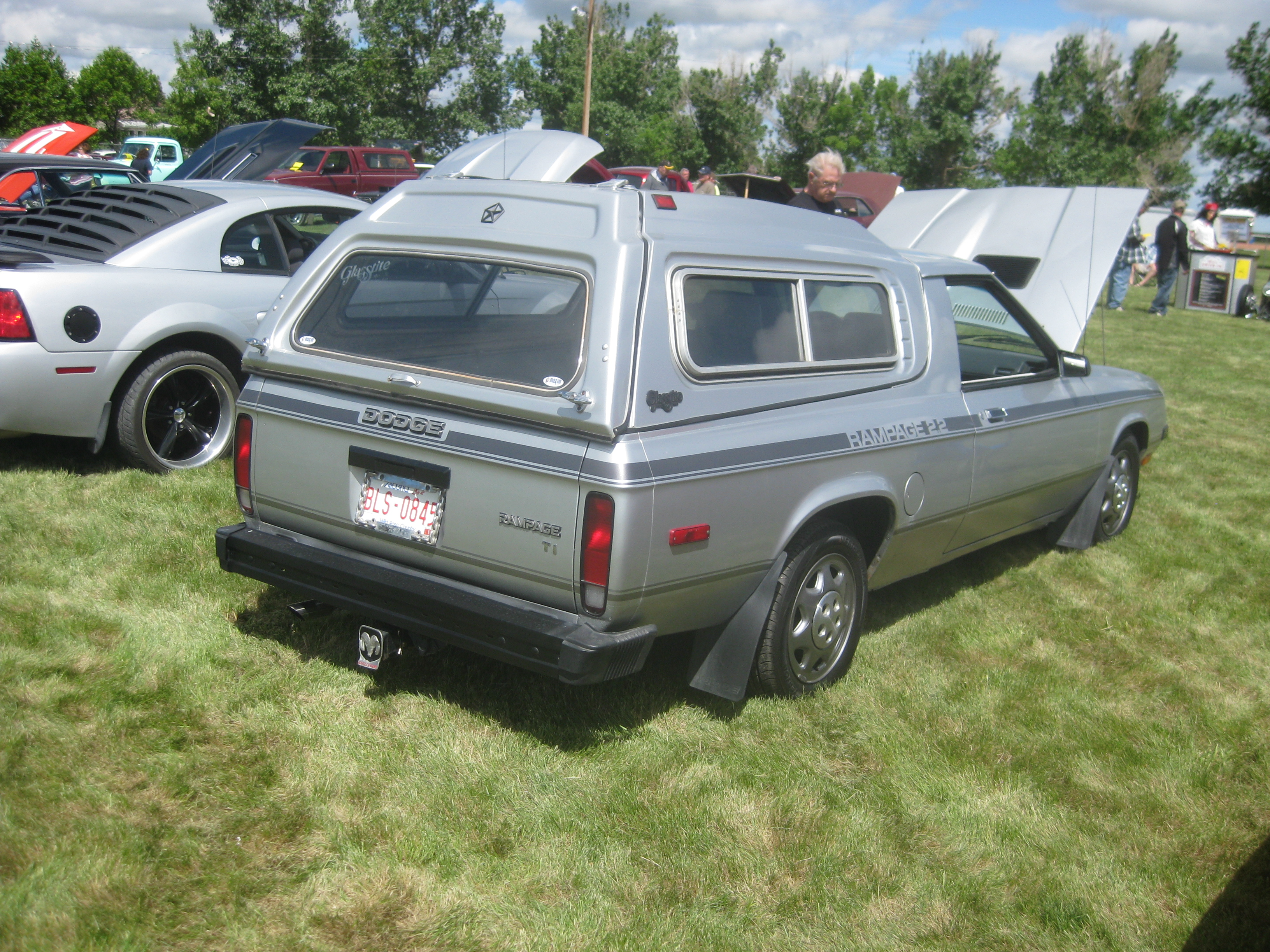
Heckansicht

## Plymouth Scamp
Technisch und optisch entsprach der nur 1982/83 angebotene Plymouth Scamp dem ein Jahr zuvor eingeführten Schwestermodell Rampage, mit Ausnahme einer etwas anders gestalteten Frontpartie. Der Name Scamp wurde zuvor schon von 1971 bis 1976 für ein zweitüriges Coupé auf Basis des Plymouth Valiant verwendet. Nach nur einem Jahr wurde die Fertigung des Scamp wieder eingestellt. Insgesamt entstanden nur 3564 Exemplare, 1380 davon hatten eine höherwertige GT-Ausstattung.

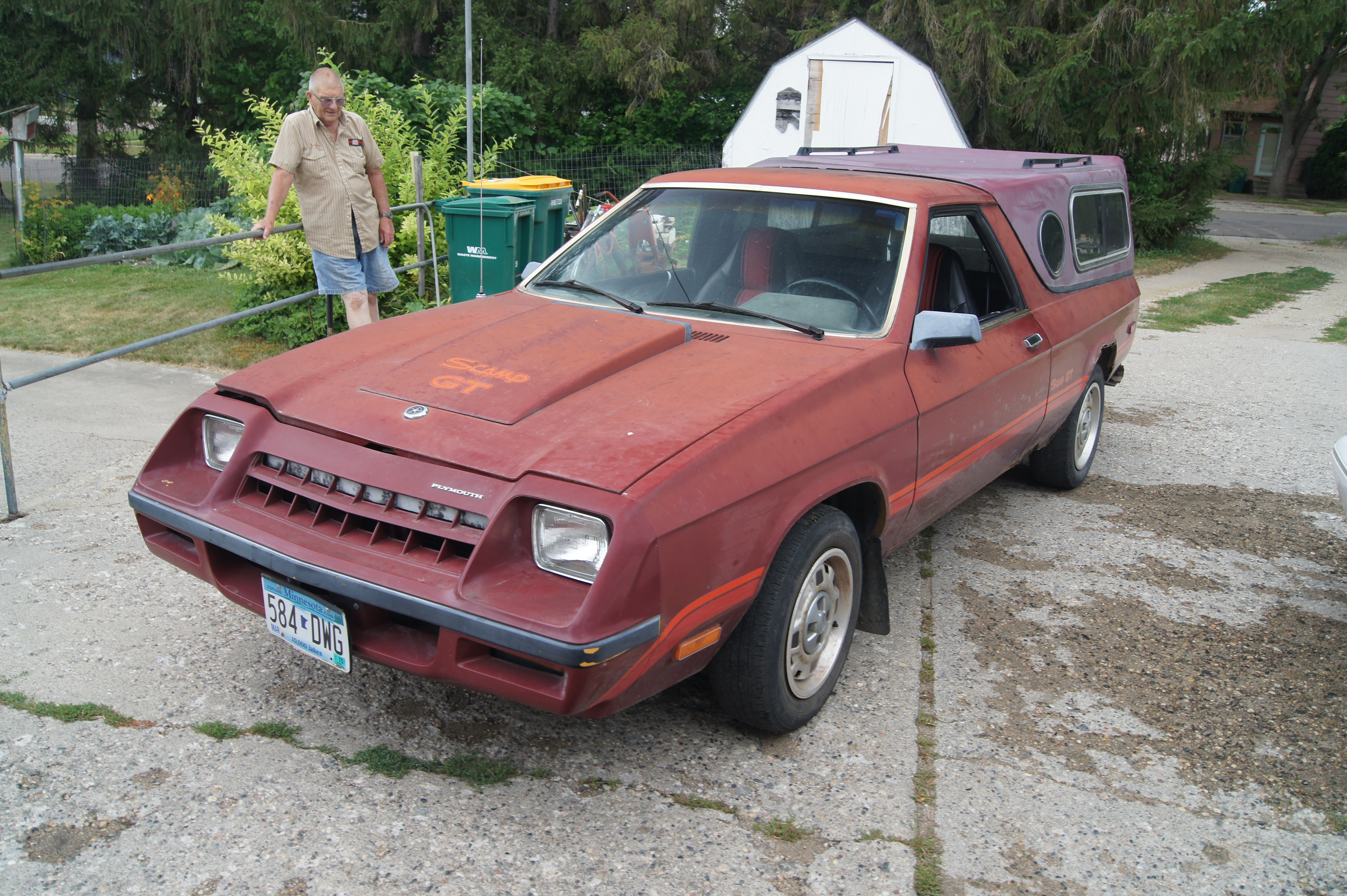
Plymouth Scamp
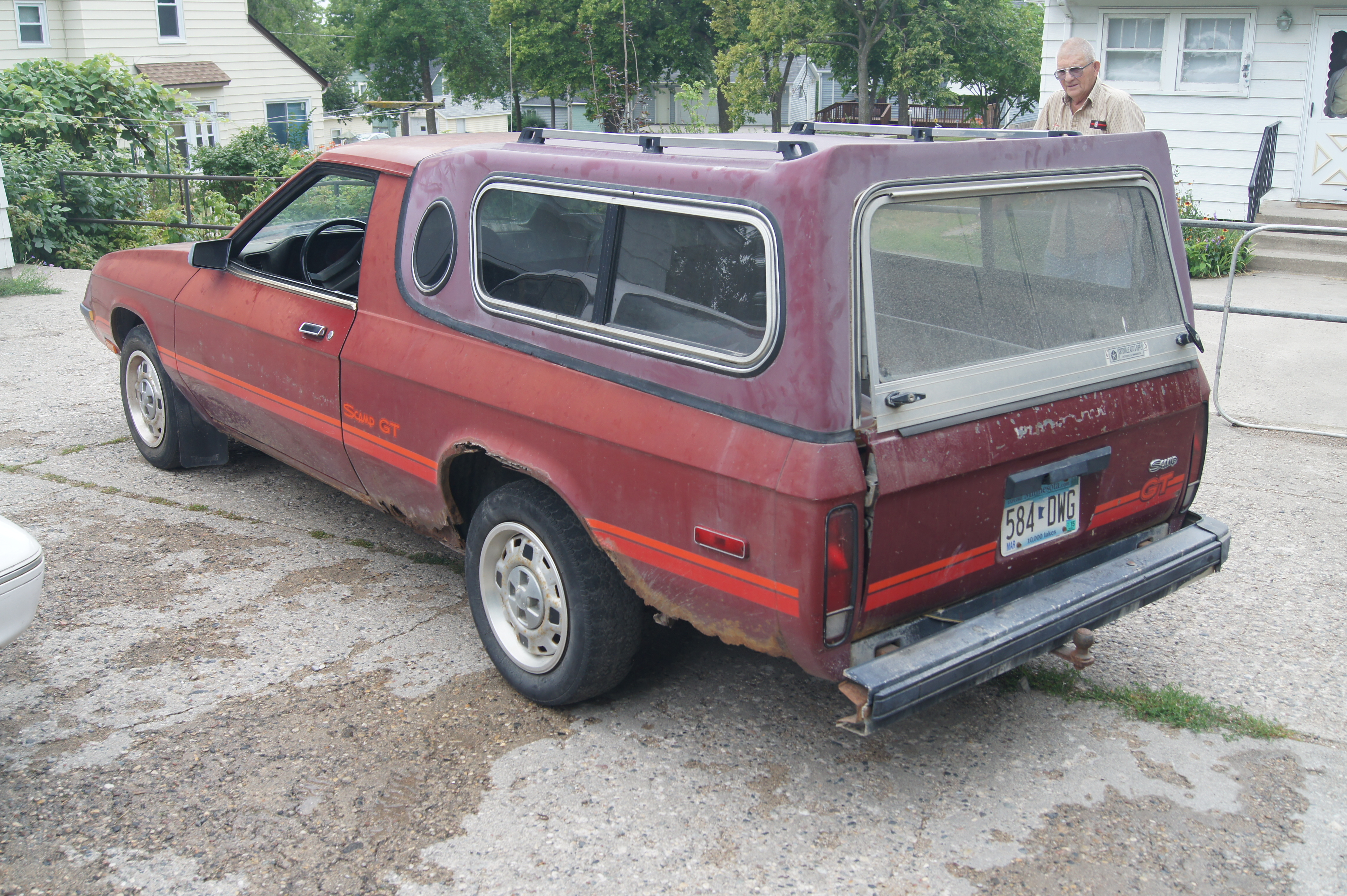
Heckansicht

## Konzeptfahrzeug (2006)
Dodge ließ den Namen Rampage auf der Chicago Auto Show 2006 mit einem Pick-up-Konzept mit Frontantrieb wieder aufleben. Im Gegensatz zum ursprünglichen Rampage war dieses Konzeptfahrzeug so groß wie der Dodge Ram Full-Size-Pick-up. Es wurde von einem 5,7-Liter-HEMI-V8 angetrieben und verfügte über „Stow 'n Go“-Sitze, die von den Chrysler-Minivans übernommen wurden.

## Ram Rampage (seit 2023)
Seit Juni 2023 wird in Brasilien der Ram Rampage gebaut, ein im Vergleich zum Ram 1500 kleinerer, viertüriger Pick-up. Nachdem Erlkönig-Aufnahmen auch in den Vereinigten Staaten auftauchten, wurde darüber spekuliert, ob der Rampage auch dort angeboten werden könnte. Eine offizielle Bestätigung dazu von Stellantis gibt es bislang nicht.